# Област Шимаџири
Област Шимаџири (јап. 島尻郡) Shimajiri-gun  (на окинавском језику Shimajiri) се налази у префектури Окинава, Јапан.
Модерни превод Шимаџири значи дршка острва који се може односити на њен јужни положај на острву Окинава. Упоредите ово Кунигами.
2003. године, у области Шимаџири живело је 131.670 становника и густину насељености од 464,36 становника по км². Укупна површина је 283,55 км².
Окружни укључује и острва Керама.

## Вароши и села
- Хаебару
- Кумеџима
- Јаесе
- Јонабару
- Агуни
- Ихеја
- Изена
- Китадаито
- Минамидаито
- Токашики
- Тонаки
- Замами

## Спајања
- 1. априла 2002. године села Гушикава и Наказато спојила су се да формирају нову варош Кумеџима.
- 1. јануара 2006. године, варош Кочинда и село Гушиками спојила су се да формирају нову варош Јаесе.
- 1. јануара 2006. године, варош Сашики, и села Чинен, Озато и Тамагусуку спојила су се да формирају нови град Нанџо.

## Саобраћај
Следећи аеродроми се налазе у области Шимаџири и служе за саобраћај са разним острвима: 
- Аеродром Агуни (Агуни)
- Аеродром Керама (Замами)
- Аеродром Минами-даито  (Минамидаито)

Аеродром Наха у Нахи служи за собраћај у близини близини острва Окинава.